# Tele-Romeo Tour
De Tele-Romeo Tour was de tweede concerttournee van K3 die plaatsvond eind 2001 en begin 2002 met optredens in Vlaanderen en Nederland. 
In de show reizen Karen, Kristel en Kathleen mee met de ruimtewezentjes Shoebie, Klopklop en Pimpeltje in een ruimteschip van de aarde naar de planeet Amouré en de pretplaneet. Daar maken ze allemaal vrienden die vervolgens hun nieuwste liedjes te horen krijgen.

## Programma
1. medley: Intro en Tele-Romeo
2. Alle kleuren
3. Jupiter
4. Mama's en papa's
5. Iedereen is anders
6. Chacha loco
7. Je hebt een vriend
8. Baby come back
9. Keileuke zomer
10. Ali Baba
11. Heyah mama
12. Leonardo, Ster Aan De Hemel & Op Elkaar
13. Tele-Romeo (reprise)